# Ендрю Гассі
Ендрю Гассі  (англ. Andrew Hussie; нар. 25 серпня, 1978 або 1979) — американський письменник і художник, творець проєкту MS Paint Adventures, збірки вебкоміксів, зокрема й Гомстак.

## Кар'єра
2007 року Гассі запустив сайт MS Paint Adventures, на якому розміщував комікси, створені як форумні ігри. Найпопулярнішою роботою Гассі є вебкомікс Гомстак, який виходив з 2009 до 2016. У ньому йдеться про групу дітей, які, почавши грати в відеогру Sburb, спричинили кінець світу.
Гомстак у своєму списку рекомендованого читання вказав творець Tor Нік Метьюсон, а журнал Foreign Policy вказав його у списку топ-100 розумного чтива 2012 року.
Гомстак порівнюють із Уліссом Джеймса Джойса через його складний сюжет та спосіб оповіді.

## Особисте життя
Незважаючи на свою популярність, Гассі тримає особисте життя у таємниці. Його точний вік досі не відомий. Судячи з записів, які він робив на Blogspot, він народився у 1978 або 1979 році. Нині мешкає у західному Массачусетсі.
Вищу освіту здобув у Темпльському університеті у галузі комп'ютерних наук. Гассі є менеджером компанії What Pumpkin, LLC.

## Роботи
Відео
- Ендрю Гассі та Ян Фон дем Гемель створили багато пародій на телесеріал Зоряний шлях: Наступне покоління у період з 2006 до 2009 чи 2010 років.

Вебкомікси
- Спеціальна Олімпіада
- MS Paint Adventures
  - Втеча з буцегарні
  - Пошуки Барда (12 червня 2007 — 6 липня 2007[11]
  - Проблемний детектив (10 березня 2008 — 7 квітня 2009[12]
  - Гомстак (13 квітня 2009 — 13 квітня 2016[13]
- Солодкий Бро та Гелла Джефф.

Книги
- Свистки, Книга 1 (The Starlight Calliope) (доступна онлайн) ISBN 978-1-59362-073-8
- Проблемний детектив (5 томів, які охоплюють усі 22 розділи)
  - Том 1: Адекватна компенсація ISBN 978-0-9824862-3-8
  - Том 2: Це повний пц ISBN 978-1-936561-00-1
  - Том 3: Прихильник повірниці Содаєрка ISBN 978-1-936561-80-3
  - Том 4: Чорна рідка скорбота ISBN 978-1-936561-85-8
  - Том 5: Надчудасійно
- Гомстак
  - У видавництві TopatoCo (три томи, які охоплюють перші три акти)
    - Том 1 ISBN 978-1-936561-82-7
    - Том 2 ISBN 978-1-936561-83-4
    - Том 3 ISBN 978-1-936561-10-0

  - У видавництві Viz Media
    - Книга 1: Акт 1 і Акт 2 ISBN 978-1-421599-40-3
- Солодкий Бро та Гелла Джефф ISBN 978-1936561-03-2
- Динозавровий комікс: Усі знають, що поразка — це перемога, розвернута навпаки ISBN 978-1-936561-90-2

Відеоігри
- Hiveswap[14][15]
- Namco High (2013)[16]